# Cynorta ramulata
Cynorta ramulata is een hooiwagen uit de familie Cosmetidae.